# حاجي أباد (كتول)
حاجي أباد (بالفارسية: حاجی‌آباد) هي قرية تقع في إيران في قسم کتول الریفي. يقدر عدد سكانها بـ 364 نسمة .